# Dubnium
A dubnium a periódusos rendszer egy kémiai eleme. Vegyjele Db, rendszáma 105. Az átmenetifémek csoportjába tartozik, színe talán ezüstös fehér vagy fémes szürke. A 268Db felezési ideje 28 óra, ez a leghosszabb élettartamú transzaktinoida izotóp, ami tükrözi a Z = 108 és N = 162 zárt héjak stabilitását.
Kémiai kísérletek segítségével bebizonyították, hogy a dubnium tényleges helye az ötödik csoportban van.

## Története
Felfedezését 1968 és 1970 között jelentették be orosz tudósok a dubnai Egyesített Atomkutató Intézetben, Oroszországban. Az elem eredeti nevét az orosz kutatók Niels Bohr, dán fizikusról nevezték el nielsbohrium-ra, (vegyjele Ns). Az amerikai tudósok 1970-ben ameríciumot bombáztak nitrogénnel, és így létrehozták az elemet, melynek a hahnium (Ha) nevet adták. Később a IUPAC a joliotium (Jl) nevet javasolták, amelyet mindkét fél elutasított. Végleges nevét 1997-ben az első felfedezési helyéről (Dubnáról) kapta.
A dubnium elnevezést 1994 és 1996 között a 104-es rendszámú raderfordiumra használták.

## Elektronszerkezet
A dubnium rendszáma 105. Az elméletileg várt elektronszerkezet két formája a következő:
| Bohr-modell              | 2, 8, 18, 32, 32, 11, 2                                     |
| Kvantummechanikai modell | 1s²2s²2p63s²3p64s²3d104p65s²4d105p66s²4f145d106p67s²5f146d³ |

## Izotópjai
A dubniumnak 13 izotópja ismert, ezek közül hatnak a felezési ideje hosszabb 5 másodpercnél: a 262-es tömegszámú, 34 mp felezési idejű, a 263-as, a 266-os és a 267-es tömegszámú, valamint a 268-as és 270-es tömegszámú.

## Fordítás
- Ez a szócikk részben vagy egészben  a   Dubnium című angol Wikipédia-szócikk fordításán alapul.  Az eredeti cikk szerkesztőit annak laptörténete sorolja fel. Ez a jelzés csupán a megfogalmazás eredetét és a szerzői jogokat jelzi, nem szolgál a cikkben szereplő információk forrásmegjelöléseként.